# Mario Pestano
Mario Pestano (ur. 8 kwietnia 1978 w Arico na Teneryfie) – hiszpański lekkoatleta, dyskobol.

## Osiągnięcia
- brązowy medal Młodzieżowych Mistrzostw Europy w Lekkoatletyce (Göteborg 1999)
- 4. miejsce na Mistrzostwach Europy w Lekkoatletyce (Monachium 2002)
- 3. miejsce w Pucharze Świata w Lekkoatletyce (Madryt 2002)
- 8. miejsce na Mistrzostwach Świata (Paryż 2003)
- 2. lokata w zimowym pucharze Europy w rzutach (Malta 2004)
- 1. miejsce podczas Światowego Finału IAAF (Monako 2004)
- 1. miejsce na Superlidze Pucharu Europy (Florencja 2005)
- złoty medal Igrzysk Śródziemnomorskich (Almería 2005)
- 4. miejsce podczas Mistrzostw Europy (Göteborg 2006)
- 9. miejsce na Igrzyskach Olimpijskich (Pekin 2008)
- 3. lokata podczas drużynowych mistrzostw Europy (Leiria 2009)
- 2. miejsce w zimowym pucharze Europy w rzutach (Arles 2010)
- 4. lokata na mistrzostwach Europy (Helsinki 2012)
- 12. miejsce podczas mistrzostw świata (Moskwa 2013)
- 6. lokata na mistrzostwach Europy (Zurych 2014)
- 13 tytułów Mistrza Hiszpanii (2001-2013)
- osiem rekordów Hiszpanii

Trzy razy w karierze był uczestnikiem igrzysk olimpijskich. Poza 9. miejscem w finale w Pekinie (2008), brał udział na igrzyskach w Atenach i igrzyskach w Londynie, w żadnym z tych występów nie przebrnął przez eliminacje.

## Rekordy życiowe
- rzut dyskiem – 69,50 (2008) Rekord Hiszpanii
- pchnięcie kulą (hala) – 18,75 (2000)